# Villa Alcalá
Villa Alcalá es una pequeña localidad y municipio de Bolivia, ubicado en la provincia de Tomina al centro del departamento de Chuquisaca. El municipio tiene una superficie de 443 km² y cuenta con una población de 4.902 habitantes (según el Censo INE 2012). La localidad de Villa Alcalá está a una distancia de 182 km de la ciudad de Sucre, capital del país, conectada mediante la Ruta Nacional 6

## Historia
El pueblo de Alcalá fue fundado el 31 de mayo de 1580 por Pedro de Segura Zabala y su creación como municipio fue el 20 de septiembre de 1957, con los siguientes partidos y comunidades: Santiponce, Huancapampa, Tabla Mayu, Tipas, Pumahuaycu, Hoyada Chica, Hoyada Grande, Matela Alta, K´aspicancha, Tacopampa, Limabamba, Mosoj Llajta, Villca Villca, El Falso, Naranjos, Muskapampa, Perales, Huasapampa, Garzas Grande, Garzas Chica, Pomabambillo, Viscacha, Mayutinku, Astillero, Collpani, Huerta Vieja, Sevadillas, Conchupata, Salazar Pampa, Mojotorillo arriba y abajo, Cabildo, Jarkamayu, Pucara Alto, Pucara Bajo, Campo Redondo, Lampasos, Tun Tun, Uturunguillo, Sillani e Incapunta. Sin embargo, algunas de éstas comunidades actualmente ya no forman parte del territorio municipal.
Se conoce que posteriormente, el hacendado (chácaras o chacras) denominado Villa Alcalá, fue re fundado aproximadamente el año 1782. Antes de esta fecha y según testimonios históricos, el pueblo sufrió un traslado temporal, del lugar donde actualmente está ubicado al lugar denominado Pomabambillo (a 5 kilómetros), por causa de una fuerte riada que arrasó al pueblo. De acuerdo al expediente formado por el cura y vicario de la doctrina de Tomina de fecha 31 de mayo de 1792, se constata la translación del pueblo y de la Viceparroquia de Pomabambillo al sitió denominado Alcalá.
La solicitud es realizada por Francisco Borja de Saracíbar, párroco de Tomina en la fecha señalada anteriormente. Se presume que la solicitud realizada por el párroco de Tomina, es por petición de la propia población que por sus creencias religiosas y culturales, demandaron el traslado del pueblo a su lugar de origen. La propiedad de los terrenos del lugar donde se creó el pueblo de Alcalá, fue adquirida por Franco Borja de Saracíbar de Ramón Salazar y Antonia Céspedes de Salazar, posteriormente este traspasa los terrenos al entonces arzobispo Fray Josef de San Alberto. El año 1793, compra el Lic. Isidro Saona, quien solicita la construcción de la Iglesia. En 1958, el primer alcalde de la Villa de Alcalá fue Ramón Dávalos Peñaranda, siendo oficial mayor Humberto Villarroel y Eulogio Guzmán Tesorero, quienes hicieron el actual Edificio Municipal.

## Idioma
En su mayoría la población del municipio tiene como principal lengua al español, todas las comunidades hablan entre un 90 y 100 %. El idioma quechua es hablado entre un 5 y 10 % en casi todas las comunidades, existe también comunidades como la de Huanca Pampa y Tipas que hablan en un 50 % los dos idiomas. Las comunidades que hablan en un 100 % el español, sólo entienden algunas palabras del idioma quechua.
El idioma principal es el español con ciertos modismos quechuas (aumentando las sílabas llaca, ca, cha, taj, aj entre otras al final de algunas palabras) de acuerdo a la información proporcionada, existen también bilingües pero su práctica se reduce simplemente a las relaciones comerciales por encontrarse en los límites de la frontera de los quechua parlantes.

## Geografía
El territorio del municipio está constituido por serranías, colinas y pequeñas llanuras, con una topografía muy accidentada y con rangos altitudinales que oscilan entre los 1900 y 2500 m s. n. m. Tiene un clima templado y seco de alta montaña, con mayor aridez a partir del quiebre subandino hacia la llanura chaqueña.
Presenta tres pisos ecológicos claramente diferenciados: la zona de las alturas ubicada entre los 2500 y 2900 m s. n. m. con pendientes superiores, la cabecera de valle entre los 2100 y 2300 m s. n. m. caracterizado como zona transicional entre el valle y la altura, y por último la zona de los valles entre los 1900 y 2100 m s. n. m. con terrazas aluviales.
Entre los principales ríos que recorren su territorio están el Alcalá, Mátela Alta y Baja, Sillani, Mojotorillo, Limabamba y Naranjos.
Al noroeste limita con el municipio de Tomina, al noreste y este con el de Padilla, al sur con el municipio de El Villar, y al este con el de Sopachuy.

## Demografía
De acuerdo con el censo boliviano de 2024, la población del municipio de Villa Alcalá es de 3 752 habitantes.
La población aumentó aproximadamente en un tercio entre 1992 y 2012 y disminuyó aproximadamente en la misma cantidad en la década siguiente:
| Año  | Habitantes (municipio) | Fuente |
| ---- | ---------------------- | ------ |
| 1992 | 3660                   | Censo  |
| 2001 | 4034                   | Censo  |
| 2012 | 4902                   | Censo  |
| 2024 | 3752                   | Censo  |

## Economía
La población de Villa Alcalá tiene como vocación principal la producción agrícola diversificada, ganadera, frutícola y artesanal. Los principales productos agrícolas son las semilla de trigo, papa, maíz, trigo, cebada, maní, cebolla y ají. En la producción pecuaria se destaca la cría de ganado vacuno, caprino y ovino, con preferencia por la cría de ovinos.

## Gastronomía
Las comidas tradicionales del municipio de Alcalá son: lawauchu, picante de pollo criollo (amarillo y rojo), thimpu de cordero con repollo, zarza de ají verde con queso y choclo, caldo blanco, asado de lechón, asado de chancho, ají de trigo, conserva y wat’ia de lacayote, thaq’o lagua, lagua de maíz, quinua o trigo molidos, firi (maíz, quinua y trigo)
Y sus bebidas tradicionales son: chicha de maíz, maní y cebada, macerado de qjirusilla, mistela, canelado, leche al pie de la vaca (ambrosía) y leche de tigre.

## Instrumentos y utensilios tradicionales

### Utensilios tradicionales
chuwa, cuchara de palo, batea, mates, olla de barro, cántaros, tinaja, batán de piedra.

### Instrumentos de trabajo tradicionales
phusq’ana, aguana, telar, arado y yugo de madera.

## Música tradicional
Tonadas carnavaleras, tonadas de Todos Santos, pascuas, pajpacus, coplas, cuecas, bailecitos, huayños, k’aluyos y villancicos navideños (conocidos como chuntunquis).

## Fiestas
Fiesta patronal de Concepción (corrida de toros, carrera de caballos, juego del cabrito, sortija, riña de gallos). Fiesta del Carnaval con mojón (sortija, carrera de caballos, juego del cabrito, marcadas, convido y ch’alla a la Pachamama). Veladas de los Santos de San Juan, San Pedro, San Pablo, Señor de Santiago y Señor San Isidro Labrador. La Pascua (Caballería), Espíritu Santo, Todos Santos, Navidad, Fiesta de Guadalupe, Calvarios, Festividad del Señor de los Encuentros.

## Vestimenta típica
Antiguamente las mujeres utilizaban polleras hechas de bayeta, blusa de tocuyo y abarcas de cuero con estaquilla, mantas de kaito de lana de oveja y su sombrero. Los hombres usaban pantalones hechos de corte y abarcas de cuero con estaquilla, camisa de tocuyo, sombrero de lana de oveja, poncho y su chicote.

## Pisos ecológicos
El Municipio de Alcalá presenta tres zonas ecológicas claramente diferenciadas, clasificadas de acuerdo al Estudio Integrado de los Recursos Naturales de la EX – CORDECH en:
- La zona de las Alturas se halla ubicada entre los 2.500 a 2.900 m s. n. m. corresponde a pendientes superiores y climas de serranías. Estacionalmente presenta densa neblina, bosque ralo a denso mayormente siempre verde estacional o de transición montano. Constituye un microclima especial y es relicto de los antiguos bosques degradados por el uso intensivo. Árboles de 7 metros de altura y cobertura de 40 a 60%. Las especies arbóreas son: pino de monte (podocarpus sp), sawinto (Aulomircia sp), arrayán (Stenocaliz sp.). Los arbustos son: Chacatea (Dodonea sp.), Thola (Baccharis sp); también presenta abundantes musgos, líquenes en los troncos de los árboles y helechos. Uso actual agropecuario moderado.
- La zona media o cabecera de valle ubicada entre los 2.100 a 2.300 m s. n. m. se caracteriza por constituirse en una zona transicional entre el valle y la altura, matorral ralo mayormente espinoso con algunos árboles, montano. Pequeñas parcelas con cultivos de papa, maíz a secano para el autoconsumo. Árboles de 6 metros de alto y 10% de cobertura. Especies: Prosopis sp. (Algarrobo), Tipuana sp. (Tipa). Arbustos de tres metros de altura y 305 de cobertura. Especies: Acacia sp (Sirado), Baccharis sp. (Thola). Uso actual: Agropecuario moderado.
- La zona de los valles se ubica entre los 1900 a 2100 m s.n.m. son terrazas aluviales y áreas antrópicas. Parcelas de cultivo bajo riego y a secano; terrazas de tamaño pequeño en pie de monte (40 x 50 m), con cultivos de maíz, papa, ají y hortalizas. Presenta una vegetación con bosquetes ralos con especies de árboles de: Schinus sp (Molle); Prosopis sp. (Algarrobo), Acacia sp. (Sirado); y arbustos de: Baccharis sp. uso Actual Agrícola.

## Clima
El clima en la zona tiene características variadas y trasnsicionales entre los climas subhúmedo segundo mesotermal que corresponden a las serranías del sector este de la Cordillera Oriental y los climas cálidos o templados, de mayor aridez que se presenta a partir del quiebre Subandino hacia la llanura chaqueña.
Sub húmedo, 2.º mesotermal, débil o ningún déficit de agua, normal al 2.º Mesotermal.

## Recursos forestales
El municipio de Alcalá, principalmente cuenta con bosquecillos de especies nativas. Las especies son de Soto, Sirado, Mara, Tarco, Chacatea, Llave, Algarrobo, Tipa, Lloque, Kewiña, Aliso, etc., que son utilizadas como forraje para el ganado mayor y menor, como para la construcción de corrales y cercas. Además los usos que le dan son como energéticos (leña), madera para la construcción de instrumentos y herramientas de trabajo, construcción de viviendas, etc

## Atractivos turísticos
- Cerro El Capira
- El C'hullpar de Garzas
- Los Encuentros
- Represa de Huasapampa
- Represa de Tablamayu
- Mirador camino a Salazar pampa (las letras)
- El Wak'a (compartido con el Municipio de El Villar)

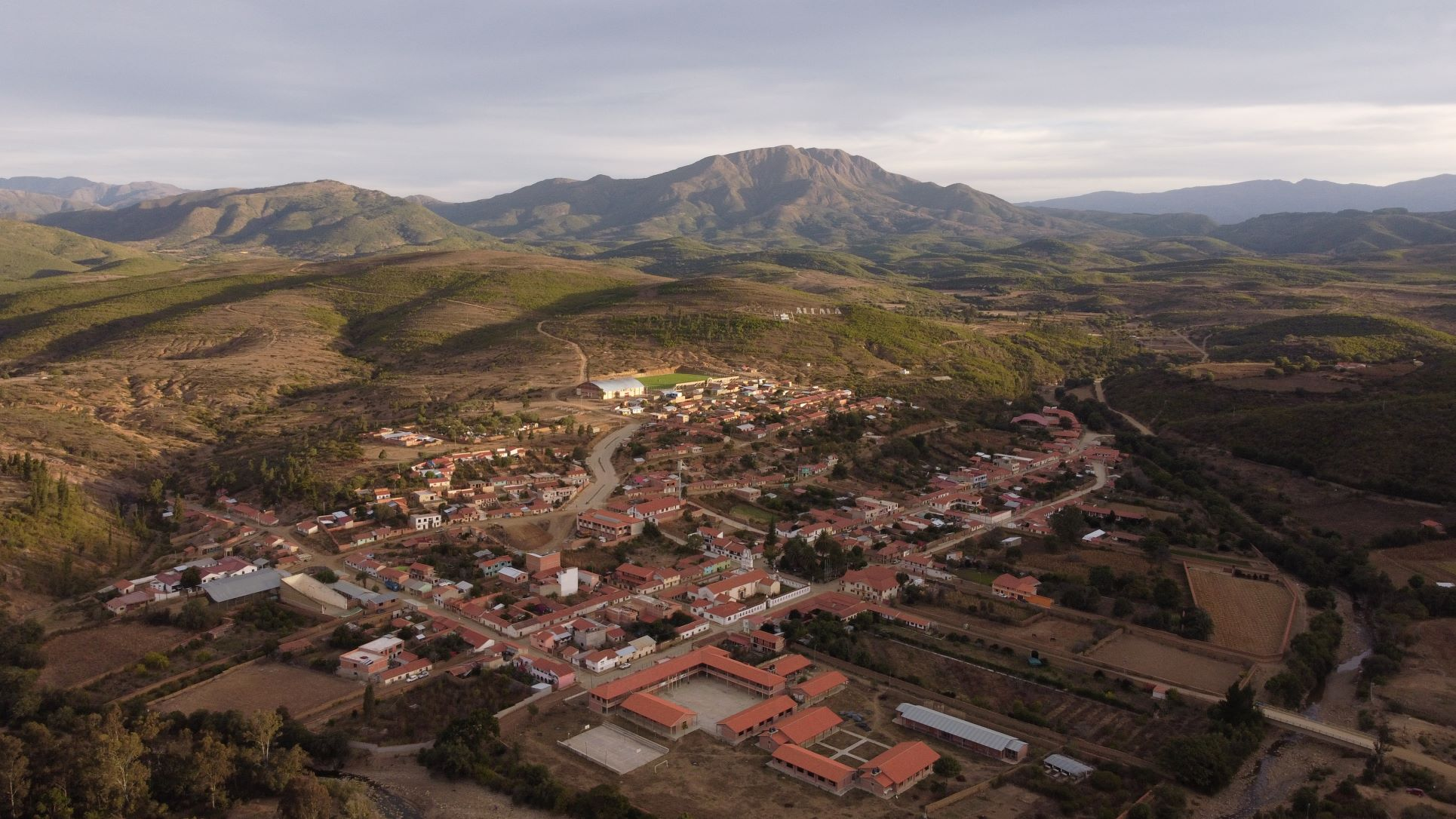
Vista panorámica de Villa Alcalá con el Cerro Capira al fondo

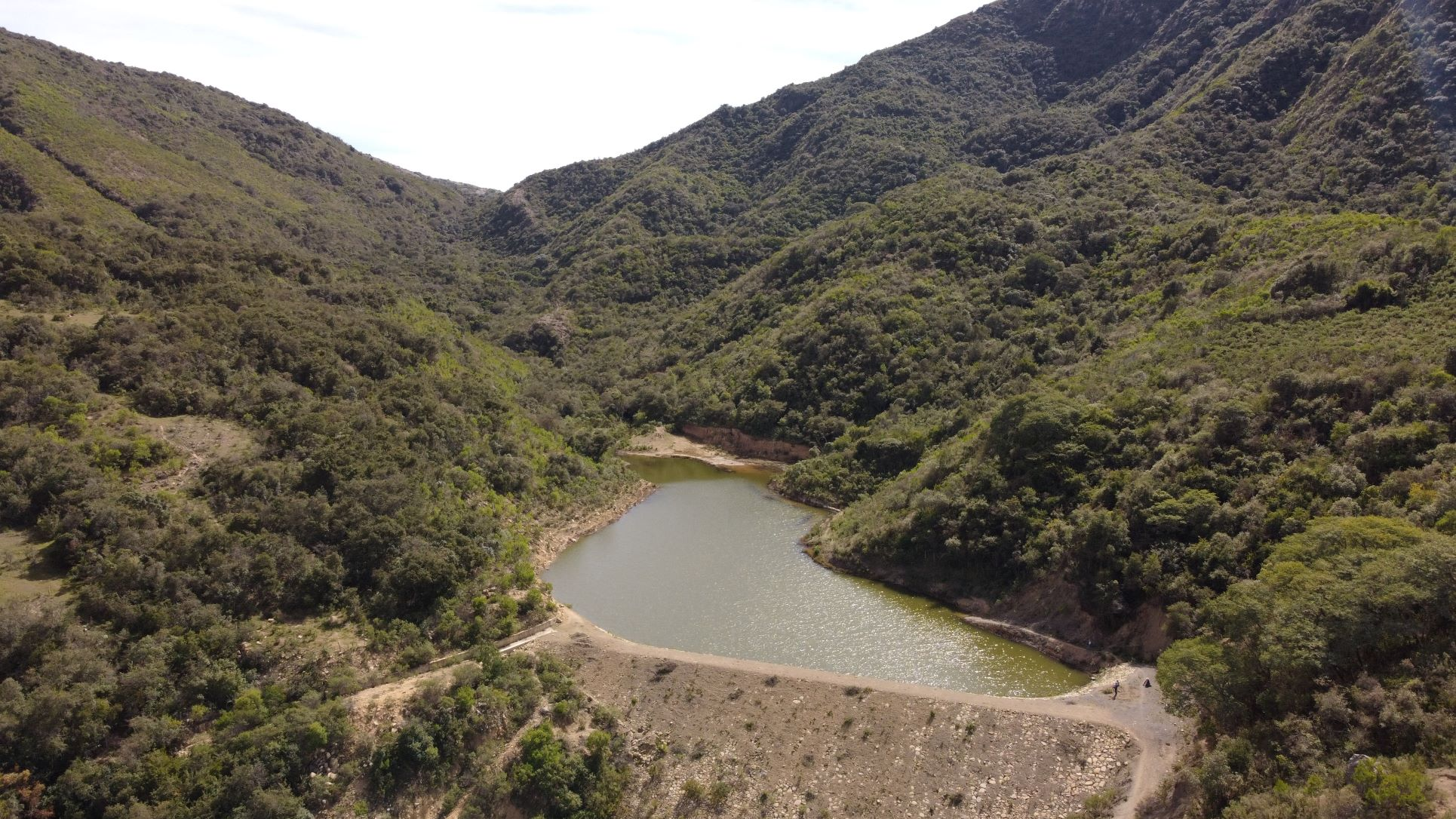
Represa de Huasapampa

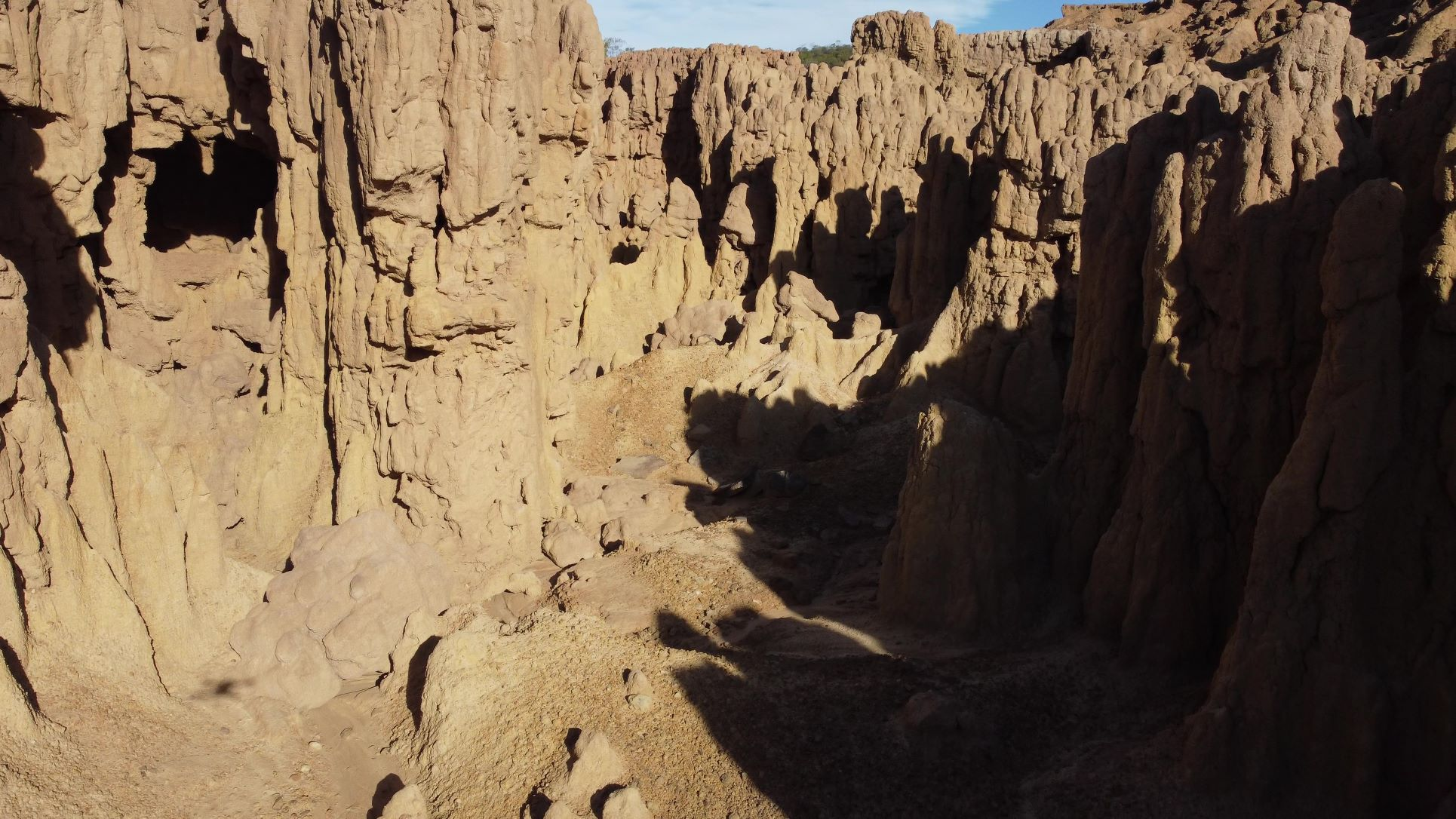
Torre Torre

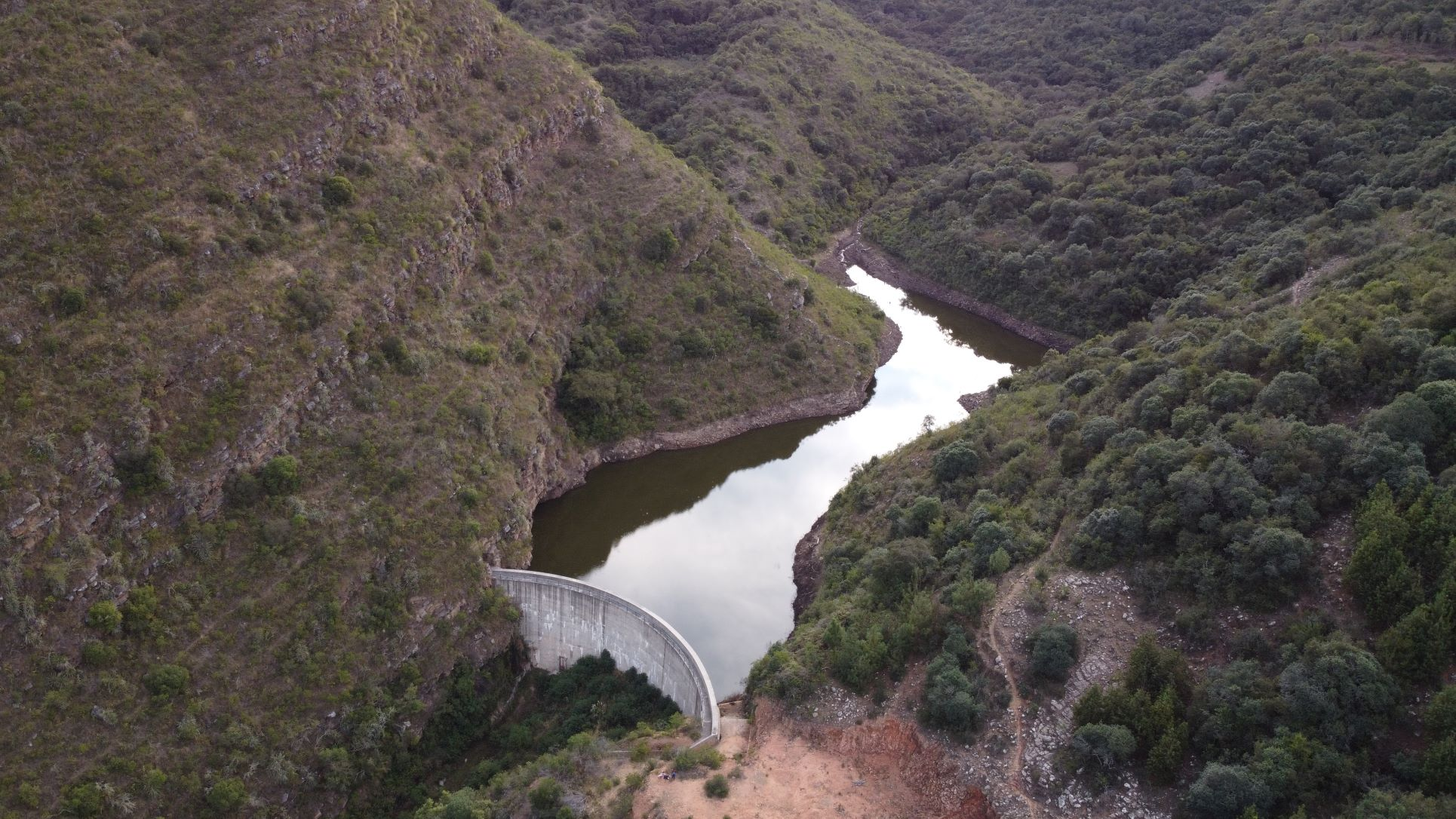
Represa de Tablamayu

- Torre Torre de Garzas
- Molino viejo